# Machwitz

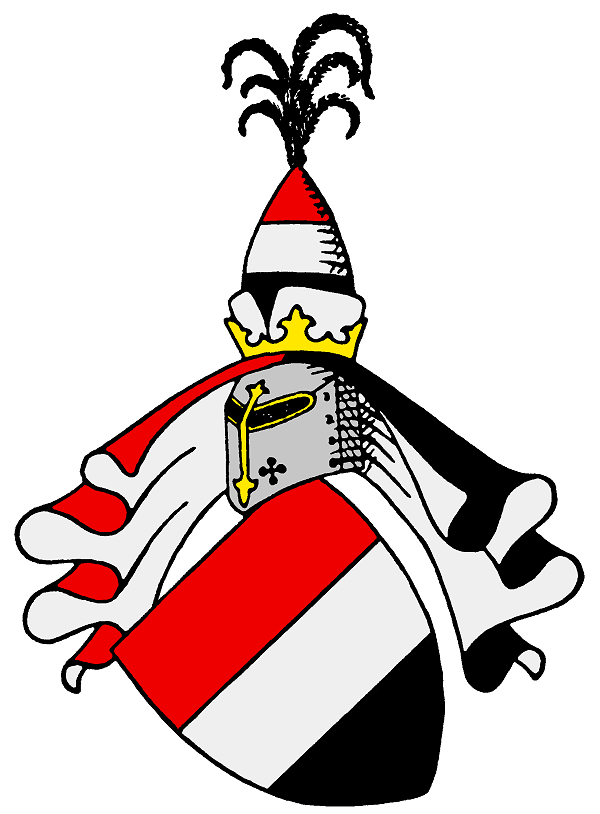
Wappen derer von Machwitz

Machwitz ist der Name eines alten vogtländischen Adelsgeschlechts mit dem Stammhaus Magwitz an der Weißen Elster.

## Geschichte
Das Geschlecht erschien erstmals urkundlich am 1. Mai 1236 mit Cunradus de Machewic und am 29. Januar 1244 als miles (Ritter). Zu ihren Besitzungen zählen neben der Stammburg die nahegelegene Burg Stein.

### Machwitzer in Unterlauterbach
Unterlauterbach ist heute ein Ortsteil der Stadt Falkenstein im sächsischen Vogtland. Unterlauterbach erschien 1416 das erste Mal in Urkunden. Der Rittersitz gehörte zu dieser Zeit den Gebrüdern Hans, Georg und Heinrich von Machwitz. 1537 kam das Rittergut in den Besitz des Eberhard von Feilitzsch auf Treuen über.

### Machwitzer in Wiedersberg und Reichenfels
1503 kaufte Hans von Machwitz zu Wiedersberg von Heinrich dem Älteren von Schleiz und Greiz die Pflege (Herrschaft) und Burg Reichenfels bei Hohenleuben. Mitglieder dieser Familie saßen am 29. Januar 1244 auch in Wiedersberg (Schloss und Burg Wiedersberg) und auf Burg Reichenfels bei Hohenleuben.

### Machwitzer in Preußen
Bereits im 14. Jahrhundert begab sich eine Linie des Geschlechts nach Preußen. Aus dieser eng mit dem Orden verbundenen Linie war Sander von Machwitz in den Jahren 1413–1420 Vogt der Neumark. Auch an den Ständekämpfen des 15. Jahrhunderts in Preußen nahm die Familie regen Anteil.

### Machwitzer im Regnitzland
Die Familie von Machwitz ist auch im Regnitzland nachweisbar, u. a. im Landkreis Hof in Oberfranken. Im Schloss von Döhlau sind noch Grabplatten von Familienmitgliedern zu sehen. Sie saßen in der Zeit von 1599 bis 1610 in Konradsreuth. Die Familie von Machwitz ist unter anderem mit den fränkischen Rittergeschlechtern von Lüchau, den Rabensteinern zu Döhlau und den von Sparneck verwandt.

## Wappen
|                                      | Das Wappen in Siebmachers Wappenbuch |
| Das Wappen in Siebmachers Wappenbuch | Blasonierung: „Der Schild ist von Rot, Silber und Schwarz geteilt. Auf dem Helm mit rot-silbern-schwarzen Decken ein wie der Schild gezeichneter Spitzhut mit silbernem Stulp, welcher mit Hahnenfedern besteckt ist.“ |
| Das Wappen in Siebmachers Wappenbuch | Wappenverwandt mit den Familien v. Veilsdorf, v. Feilitzsch, v.d. Heyde/Heydte, v. Hundelshausen, v. Zedtwitz, v. Perglas, v. Röder, v. Gößnitz, v. Quingenberg sowie den v. Radwitz/Rebitz/Redwitz und der Egerländer Uradelsfamilie von der Heydte (Heyde). Eine Verwandtschaft erscheint aufgrund der Wappenähnlichkeiten und der Herkunft aus dem Grenzgebiet von Thüringen, Oberfranken und Sachsen (Vogtland) sowie dem böhmischen Egerland zumindest möglich. |

## Bedeutende Vertreter
- Erhart von Machwitz, 1422 Amtmann zu Schauenstein